# 七党联盟
七党联盟是尼泊尔的一个已不存在的政党联盟。该联盟牵头发起2006年尼泊尔人民运动，迫使尼泊尔国王贾南德拉交出最高权力。
该联盟的成员有：
- 尼泊尔大会党
- 尼泊尔大会党（民主）（英语：Nepali Congress (Democratic)）
- 尼泊尔共产党（联合马列）
- 尼泊尔工农党
- 尼泊尔亲善党 (安南迪德维)
- 联合左翼阵线（英语：United Left Front (Nepal, 2002)）
- 人民阵线（英语：Janamorcha Nepal）